# Miguel de Zalba
Miguel de Zalba (Pamplona, 1374 - Mónaco, 26 de agosto de 1406) Obispo de Pamplona.
Sobrino de su antecesor, Martín de Zalba, fue nombrado obispo de Pamplona por Benedicto XIII como premio a los servicios que su tío le había prestado en vida. Además, en mayo de 1404 le elevó a Cardenal con el título de San Jorge.
En 1406 se produjo una epidemis de peste y la corte papal se trasladó a Mónaco, donde Zalba enfermó y murió el 26 de agosto de 1406.
| Predecesor: Martín de Zalba               | Obispo de Pamplona enero de 1391 - 24 de agosto de 1406 | Sucesor: Lancelot de Navarra     |
| Predecesor: Galeotto Tarlati da Petramala | Cardenal de San Jorge en Velabro 1404 - 1406            | Sucesor: Carlos Jordán de Urriés |